# Hypolepis urbanii
Hypolepis urbanii là một loài dương xỉ trong họ Dennstaedtiaceae. Loài này được Brause mô tả khoa học đầu tiên năm 1913.
Danh pháp khoa học của loài này chưa được làm sáng tỏ.